# Stelis obscurata
Stelis obscurata är en orkidéart som beskrevs av Heinrich Gustav Reichenbach. Stelis obscurata ingår i släktet Stelis och familjen orkidéer. Inga underarter finns listade i Catalogue of Life.